# Zygmunt Novák
Zygmunt Jan Novák (ur. 11 lipca 1897 w Tarnawie k. Skały, zm. 15 czerwca 1972 tamże) – polski architekt krajobrazu. Młodszy brat Tadeusza Nováka, posła V kadencji Sejmu II RP.

## Życiorys
Studiował na Wydziale Architektury Politechniki Lwowskiej, naukę kontynuował w Wiedniu. W 1936 był organizatorem jednego z pierwszych Biur Regionalnego Planu Zabudowania, obejmowało ono swoim obszarem Okręg Krakowski. Wykładał w Katedrze Urbanistyki Politechniki Krakowskiej. W 1950 opublikował pracę „Przyrodnicze elementy planowania regionalnego i udział w nim architekta”, która razem z innymi pracami Zygmunta Novák jest uważana, za podstawę tzw. krakowskiej szkoły krajobrazu. W 1956 przy Katedrze Planowania Przestrzennego na Politechnice Krakowskiej powstał Zakład Projektowania Przestrzeni Zielonych, którego kierownikiem został Zygmunt Novák. W tym samym roku na Krajowym Zjeździe Państwowej Rady Ochrony Przyrody przedstawił ideę stworzenia Jurajskich Parków Krajobrazowych, była to pierwsza w historii kraju koncepcja parku krajobrazowego. W 1968 w krakowskim oddziale Polskiej Akademii Nauk założył Sekcję Architektury Krajobrazu Komisji Urbanistyki i Architektury. Był pracownikiem Wydziału Architektury Politechniki Krakowskiej oraz zasiadał w Radzie Naukowej Ojcowskiego Parku Narodowego, w stan spoczynku przeszedł w 1971. Zainicjowany przez Zygmunta Nováka Zespół Jurajskich Parków Krajobrazowych powstał w 1981, dziewięć lat po jego śmierci.